# Wappen der Stadt Rio de Janeiro

Wappen der Stadt Rio de Janeiro

Das Wappen der Stadt Rio de Janeiro ist seit 1957 ein blauer Wappenschild mit einer goldenen Armillarsphäre, die von drei goldenen, gefiederten Pfeilen unterlegt ist. Mittig belegt ist diese Wappenfigur von einer kleinen roten phrygischen Mütze mit goldener Kokarde. Das Oberwappen ziert eine goldene Mauerkrone. Als Schildhalter dienen zwei silberne, antikisierend dargestellte Delfine sowie zwei grüne Zweige, heraldisch rechts ein Lorbeerzweig, heraldisch links ein Eichenzweig.
Auf der Flagge der Stadt Rio de Janeiro werden Wappenschild und Prachtstück in Rot dargestellt, während die Gemeine Figur auf dem Wappenschild weiß (heraldisch silbern) tingiert ist. Das Wappen des brasilianischen Bundesstaates Guanabara, der von 1960 bis 1975 existierte, war fast identisch mit dem Stadtwappen Rio de Janeiros. Von ihm unterschied es sich nur durch einen silbernen Stern auf der Mauerkrone. So präsentierte der Staat Guanabara das Stadtwappen Rio de Janeiros auch auf seiner weißen Flagge über einem blauen Andreaskreuz. 

## Bedeutung
Der blaue Wappenschild und die goldene Armillarsphäre entstammen der Flagge des Königreichs Brasilien (1815–1822). Die blaue Tingierung geht auf Johann IV. von Portugal zurück, dem es 1640 gelungen war, die spanische Herrschaft abzuschütteln und seinem Haus Braganza das portugiesische Königtum zu verschaffen. Blau gilt aufgrund des Wappenzeichens Heinrichs von Burgund, einem blauen Kreuz auf silbernem Feld, als traditionelle Farbe der portugiesischen Monarchie.  
Die Armillarsphäre, ein Navigationsgerät in Form einer stilisierten Weltkugel, war ein persönliches Emblem König Manuels I. von Portugal aus dem Haus Avis, in dessen Regierungszeit (1495–1521) ein portugiesisches Kolonialreich begründet und auf der Suche eines Seewegs nach Indien durch den portugiesischen Seefahrer Pedro Álvares Cabral auch Brasilien entdeckt wurde. Eine goldene Armillarsphäre, bekrönt von einem blauen Reichsapfel, wurde als Erkennungszeichen auch auf der weißen Seeflagge der 1649 gegründeten Allgemeinen Gesellschaft des Brasilienhandels geführt. Von dort avancierte das Zeichen zu einem Herrschaftssymbol der portugiesischen Kolonie Brasilien, die die Figur auf einem blauen Wappenschild führte und damit ihre globale Bedeutung im portugiesischen Kolonialreich unterstrich. 
Die goldenen, gefiederten, nach oben weisenden Pfeile, von denen zwei um 45 Grad nach rechts bzw. links abgespreizt sind, sind Heiligenattribute des Sebastian von Narbonne, des Stadtpatrons von Rio de Janeiro. Die Stadt entstand aus einer Siedlung, die São Sebastião do Rio de Janeiro hieß, als sie am 1. März 1565 von Estácio de Sá gegründet wurde. São Sebastião (Sankt Sebastian) war das Patronat der ersten Kirche der Siedlung. Der Name wird auch als eine Referenz an den damaligen portugiesischen König Sebastian gedeutet.
Die phrygische Mütze, auch bekannt als Jakobinermütze (französisch bonnet rouge), war ein Symbol der Französischen Revolution und weist hier auf die Einführung der republikanischen Staatsform Brasiliens durch den Militärputsch von 1889 hin.  
Die goldene Mauerkrone mit fünf Türmen ist ein typisches Wappensymbol für eine Stadt und ist den Rangkronen des Adels nachgebildet. Als fünftürmige Krone soll sie den Rang der Stadt als Hauptstadt des Staates Rio de Janeiro symbolisieren. Die silbernen Delfine verweisen auf Rio de Janeiros Lage am Meer, der Lorbeerzweig und der Eichenzweig dahinter auf Sieg und Stärke.

## Geschichte

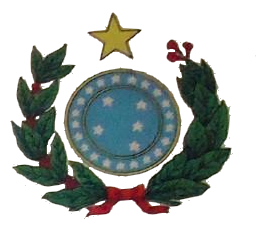
Stadtwappen (1889)

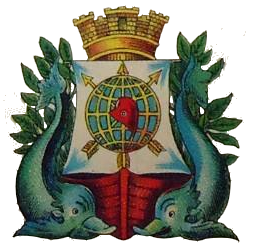
Stadtwappen (1896)

Rio de Janeiros Stadtwappen wurde im Laufe der Geschichte mehrfach geändert. Bis 1826 war der Wappenschild rot, danach war die Armillarsphäre blau unterlegt. Die Mauerkrone tauchte mit drei Türmen erstmals 1856 auf. Von 1889 bis 1893 war ein kreisförmiges blaues Symbol mit dem Kreuz des Südens in Silber und silbernem Sternenkranz als städtisches Emblem im Gebrauch. Dieses Zeichen entsprach dem Staatsemblem der Ersten Brasilianischen Republik, wie es der Politiker Oliveira Valadão (1849–1921) 1892 auch für die Flagge Brasiliens vorgeschlagen hatte. Die phrygische Mütze sowie die Delfine und Zweige als Schildhalter zeigt das Stadtwappen seit 1896. Diese Figuren entstanden in einer allegorischen Komposition, die das Wappenschild als roten Schiffsrumpf mit weißem Segel darstellte und so die historischen Bezüge der Stadt zur Seefahrt betonte. Auf dem Segel prangte die blau unterlegte, goldene Armillarsphäre mit goldenen Pfeilen und roter Jakobinermütze. Bekrönt war diese Darstellung von einer dreitürmigen Mauerkrone. 
In der seit 1957 gebräuchlichen Form wurde das Stadtwappen durch Gesetz Nr. 384 vom 23. Oktober 1963 festgelegt und durch Gesetz Nr. 274 vom 12. Mai 2005 geringfügig verändert, um es heraldischen Regeln anzupassen.